# Commelina scabra
Commelina scabra är en himmelsblomsväxtart som beskrevs av George Bentham. Commelina scabra ingår i släktet himmelsblommor, och familjen himmelsblomsväxter. Inga underarter finns listade.